# Modena Football Club 1973-1974
Questa voce raccoglie le informazioni riguardanti il Modena Football Club nelle competizioni ufficiali della stagione 1973-1974.

## Rosa
| N. |                   | Ruolo | Calciatore           |
| -- | ----------------- | ----- | -------------------- |
|    | Italia (bandiera) | A     | Alessio Badari       |
|    | Italia (bandiera) | D     | Gianni Balugani      |
|    | Italia (bandiera) | A     | Giorgio Blasig       |
|    | Italia (bandiera) | A     | Giuliano Boscolo     |
|    | Italia (bandiera) | D     | Massimo Capoccia     |
|    | Italia (bandiera) | C     | Silvano Colusso      |
|    | Italia (bandiera) | A     | Francesco Di Mario   |
|    | Italia (bandiera) |       | Frabetti             |
|    | Italia (bandiera) | D     | Alessandro Gibellini |
|    | Italia (bandiera) | A     | Aldo Gravante        |
|    | Italia (bandiera) | A     | Gianpaolo Incerti    |
|    | Italia (bandiera) | D     | Angelo Lodi          |

| N. |                   | Ruolo | Calciatore           |
| -- | ----------------- | ----- | -------------------- |
|    | Italia (bandiera) | D     | Vasco Marinelli      |
|    | Italia (bandiera) |       | Martinelli           |
|    | Italia (bandiera) | D     | Gabriele Matricciani |
|    | Italia (bandiera) | A     | Gastone Mazzoli      |
|    | Italia (bandiera) | D     | Mauro Melotti        |
|    | Italia (bandiera) | C     | Maurizio Pagliacci   |
|    | Italia (bandiera) | P     | Renato Piccoli       |
|    | Italia (bandiera) |       | Quattrin             |
|    | Italia (bandiera) | C     | Flavio Ronchi        |
|    | Italia (bandiera) | D     | Giovanni Talami      |
|    | Italia (bandiera) |       | Vezzelli             |
|    | Italia (bandiera) | C     | Luciano Zanardello   |